# جمعان الدوسري (لاعب كرة قدم مواليد 1987)
جمعان الدوسري لاعب سعودي من مواليد الرياض في تاريخ 19 يونيو 1987 يلعب حالياً في نادي المطوع يلعب في خط الدفاع.

## مسيرة اللاعب
كانت بداياته في نادي الرياض و تالق مع الفريق ما حفز نادي النصر في بداية موسم 2012-2013 للتوقيع معه لمدة 5 سنوات لم يمثل الفريق في أول موسم و ظل حبيساً لدكة البدلاء و في موسم 2013-2014 مثل النصر أول مباراة كلاعب أساسي في مباراة الشباب و سجل هدف الفوز للنصر بعد أن كان النتيجة 2-2 مما عزز صدارة النصر في هذا الموسم و وقع مع الاتفاق في عام 2016 و وقع مع نادي الشباب عام 2017 و وقع مع نادي الشعلة في عام 2019 و وقع مع نادي الوصيل في عام 2022 و وقع مع نادي المحمل في عام 2023 و وقع مع نادي المطوع في عام 2024.

## روابط خارجية
- جمعان الدوسري على موقع Soccerway.com (الإنجليزية)
- جمعان الدوسري على موقع كووورة